# Caritiana
I Caritiana (o anche Karitiana, Carútana) sono un piccolo gruppo etnico del Brasile che ha una popolazione stimata in circa 360 individui. 
Parlano la lingua Karitiana (codice ISO 639: KTN), suddivisa nei dialetti Adaru, Arara, Dzaui (Dzawi), Jauarete (Yawarete Tapuya), Jurupari (Yurupari Tapuya), Mapache, Uadzoli (Wadzoli), Urubu. I Caritiana sono principalmente di fede animista. Vivono a nord-est dello stato brasiliano dell'Amazonas, vicino Curripaco. Sono correlati ad altri gruppi: i Curripaco e i Baniwa.